# Sue Lloyd
Sue Lloyd (Aldeburgh, 7 de agosto de 1939–Londres, 20 de octubre de 2011) fue una modelo y actriz cinematográfica y televisiva británica.

## Biografía
Su nombre completo era Susan Margery Jeaffreson Lloyd, y nació en Aldeburgh, Inglaterra, siendo su padre un médico general. Ella cursó estudios en la Edgbaston High School de Birmingham, formándose también en danza en la escuela de ballet del Teatro de Sadler's Wells. A medida que ella crecía (su estatura era de 1,73 m), disminuían sus posibilidades en el mundo de la danza, por lo que trabajó como corista y modelo y, brevemente, como miembro del grupo de baile de Lionel Blair.
Su debut en el cine llegó con dos películas de espionaje estrenadas en 1965, The Ipcress File, junto a Michael Caine, y The Return of Mr. Moto.
Ese mismo año tuvo un papel regular, el de la agente Cordelia Winfield, junto a Steve Forrest, en la serie televisiva de ITC Entertainment The Baron (1965-1966). Originalmente, el papel de Lloyd solamente aparecía en el episodio piloto, siendo el compañero de Steve Forrest el actor Paul Ferris. Sin embargo, por presiones de la cadena televisiva estadounidense se decidió sustituir a Ferris por Lloyd.
En 1971, Lloyd trabajó en una versión teatral de la serie de TV Los vengadores, interpretando a la compañera de John Steed, Mrs Hannah Wild. Junto a varias estrellas, también participó en 1976 en un film de Lindsay Shonteff imitación de los de James Bond, No. 1 of the Secret Service.
Lloyd trabajó como actriz invitada en varias series populares de los años 1960 y 1970, entre ellas El Santo, Department S, Jason King, Randall and Hopkirk (Deceased), The Persuaders! y The Sweeney.
Otras de sus películas fueron Corruption, La venganza de la Pantera Rosa, The Stud y The Bitch. Joan Collins decía que ella y Lloyd se habían emborrachado antes de rodar sus escenas de desnudo. Más adelante volvió a actuar con Michael Caine, esta vez en Bullet to Beijing (1995), una de las últimas películas del personaje Harry Palmer.
Sin embargo, Lloyd es quizás más conocida por su papel de Barbara Hunter en la serie televisiva Crossroads, que interpretó desde 1979 hasta 1985, cuando se decidió retirar al personaje de Lloyd y de su marido (encarnado por su futuro marido en la vida real, Ronald Allen) de la serie. Para sorpresa de muchos (Allen había vivido con Brian Hankins gran parte de su vida, hasta fallecer Hankins por un cáncer), ella se casó con Allen seis semanas antes de que él falleciera a causa de un cáncer el 19 de junio de 1991.
Sue Lloyd falleció en 2011 en Londres, Inglaterra, a causa de un cáncer, a los 72 años de edad. Fue enterrada en el Cementerio y Crematorio de Reading.

## Filmografía

### Cine
- Nothing But the Best (1964)
- The Ipcress File (1965)
- Hysteria (1965)
- Attack on the Iron Coast (1968)
- Corruption (1968)
- Where's Jack? (1969)
- Lola (1970)
- Percy (1971)
- Innocent Bystanders (1972)
- That's Your Funeral (1972)
- Go for a Take (1972)
- Penny Gold (1973)
- Spanish Fly (1976)
- The Ups and Downs of a Handyman (1976)
- No. 1 of the Secret Service (1977)
- La venganza de la Pantera Rosa (1977)
- The Stud (1978)
- Lady Oscar (1979)
- The Bitch (1979)
- Correction, Please or How We Got Into Pictures (1979)
- Rough Cut (1980)
- Eat the Rich (1987)
- U.F.O. (1993)
- Bullet to Beijing (1995)
- Beginner's Luck (2001)

### Televisión
- El Santo, episodio 2-19 Luella (1964-1967)
- Gideon's Way (1965)
- Los vengadores, episodio 4 -8 A Surfeit of H20 (1965)
- The Baron (1966–1967)
- El Santo, episodio 5-22 Island of chance (1967)
- Journey to the Unknown, episodio The Madison Equation (1969)
- The Persuaders!, episodio Take Seven (1971)
- The Two Ronnies (1972)
- Crossroads (1979-1985)
- Bergerac (1988-1990)
- Miss Marple, episodio A Caribbean Mystery (1989)